# Hedyosmum scaberrimum
Hedyosmum scaberrimum är en tvåhjärtbladig växtart som beskrevs av Standley. Hedyosmum scaberrimum ingår i släktet Hedyosmum och familjen Chloranthaceae. Inga underarter finns listade i Catalogue of Life.